# Super Puzzle Bobble 2
Super Puzzle Bobble 2 (スーパーパズルボブル2?, Sūpā Pazuru Boburu Tsū), pubblicato come Super Bust-A-Move 2 in Europa ed in Nord America, è un videogioco rompicapo della serie Puzzle Bobble, sviluppato da Taito e pubblicato da Ubisoft il 20 settembre 2002 per PlayStation 2. Originariamente fu annunciata anche una versione per GameCube ma in seguito quest'ultima fu poi cancellata.
Nel 2004 fu ripubblicato in Giappone per PlayStation 2 con il titolo The Super Puzzle Bobble DX (THE スーパーパズルボブルDX?, THE Sūpā Pazuru Boburu DX), assieme al prequel Super Puzzle Bobble, questa riedizione fa parte di una linea di titoli a basso budget denominata "Simple 2000 Series", un'esclusiva per il mercato giapponese. Questa compilation presenta alcuni miglioramenti grafici rispetto all'edizione originale uscita due anni prima.

## Modalità di gioco
Lo stile di gioco di Super Puzzle Bobble 2 è rimasto invariato rispetto al prequel, tuttavia sono state aggiunte due nuove modalità ovvero Storia e Modifica. La prima permette di scegliere uno tra i dieci personaggi selezionabili e completare assieme a quest'ultimo tre tipi di puzzle: normali, lunghi (in cui bisognerà affrontare più quadri di fila) e battaglia (in cui si dovrà affrontare un rivale controllato dal computer). Dopo aver completato tutti e cinque i livelli ed aver affrontato il boss finale si scoprirà quale titolo di ricompensa si riceverà, il massimo è quello di presidente. Nella seconda invece si possono creare un massimo di 25 livelli completamente personalizzabili ed in seguito affrontabili.

## Accoglienza
| Testata                          | Giudizio |
| -------------------------------- | -------- |
| Metacritic (media al 18-03-2020) | 73/100   |
| GameSpot                         | [ 6 ]    |
| IGN                              | 7.3/10   |
| SpazioGames.it                   | 7/10     |

Ryan Davis di GameSpot affermò che il gioco era semplicemente divertente e stimolante dato che il gameplay è rimasto fedele a quello originale presentato in Puzzle Bobble e negli altri capitoli della serie. Tuttavia, data la presenza di un'altra versione del gioco per la medesima piattaforma, ovvero Super Puzzle Bobble, non vide alcun significato particolare nell'acquistarlo se non per i collezionisti della saga.
Jeremy Dunham di IGN ribadì la somiglianza con il capitolo originale uscito nel 1994, reputandolo bello ma non grandioso, consigliandolo solo per i fan accaniti dei rompicapo.
SpazioGames.it nella propria recensione descrisse i punti di forza del titolo quali l'incredibile semplicità di gioco e l'ottima longevità, trovò però come unico difetto la monotonia. Everyeye.it lo valutò in maniera positiva nonostante non lo trovasse ne un titolo di punta ne originale, ma lo ritenne valido per il divertimento che poteva offrire assieme a delle meccaniche di gioco semplicistiche.
Nella guida all'acquisto per i videogiochi per PlayStation 2, inserto di PlayStation 2 Magazine Ufficiale, lo descrisse come uno dei migliori titoli a tema puzzle in circolazione, trovando un ottimo editor di livelli completo con la presenza però di pochi segreti da sbloccare e meno innovazioni rispetto al passato, consigliandolo ai nostalgici degli arcade in "vecchio stile".